# EHF Liga Mistrzów 2017/2018
EHF Liga Mistrzów 2017/2018 – 58. edycja Ligi Mistrzów w piłce ręcznej mężczyzn. Termin zgłaszania drużyn upłynął 7 czerwca 2017. Do występów w EHF Liga Mistrzów uprawnionych było na podstawie rankingu EHF 29 drużyn. Chęć występów zgłosiły łącznie 43 drużyny: 24 drużyny z rankingu EHF (z występów w EHF Lidze Mistrzów zrezygnowały: HC Dukla Praga, Achilles Bocholt, Dikeas Ateny, Valur Reykjavík i RK Vojvodina i wystąpiły w rozgrywkach Pucharu EHF), 15 drużyn ubiegało się o "dziką kartę", a 4 drużyny spoza rankingu EHF: SERVITI Põlva, Maccabi Riszon le-Cijjon, Dragūnas Kłajpeda i Handball Esch zgłosiły akces do rozgrywek. EHF skreśliło z rozgrywek Ligi Mistrzów holenderski zespół Limburg Lions, który wystąpi od rundy drugiej Pucharu EHF i przyznało 8 "dzikich kart" w zależności od osiągnięć danej drużyny w występach w europejskich pucharach oraz kryteriów ustalonych przez EHF. Zatwierdzenie drużyn nastąpiło podczas posiedzenia EHF Executive Committee w Zagrzebiu 24 czerwca 2017.
W fazie grupowej wystąpiło, podobnie jak w poprzednich sezonach, 28 drużyn i zostały one podzielone na dwie 8-zespołowe i dwie 6-zespołowe grupy.
Turniej finałowy z udziałem czterech najlepszych drużyn Starego Kontynentu został rozegrany tak jak w dwóch poprzednich edycjach, w hali Lanxess Arena w Kolonii w dniach 26-27 maja 2018.

## Drużyny uczestniczące
Z 43 zgłoszonych drużyn EHF zaakceptowała zgłoszenia 31 drużyn. 27 drużyn wystąpiło w fazie grupowej, zaś 4 drużyny rozegrały turniej kwalifikacyjny o jedno miejsca uprawniające do występów w fazie grupowej. Przegrani z turnieju kwalifikacyjnego uczestniczyli w rozgrywkach Pucharu EHF.
| Grupy A, B                 | Grupy A, B                  | Grupy A, B                  | Grupy A, B                |
| -------------------------- | --------------------------- | --------------------------- | ------------------------- |
| MVM Veszprém KC (1.)       | Rhein-Neckar Löwen (1.)     | RK Wardar Skopje (1.)OT     | PGE Vive Kielce (1.)      |
| Paris SG Handball (1.)     | THW Kiel (3.)               | SG Flensburg-Handewitt (2.) | RK Zagrzeb (1.)           |
| HBC Nantes (2.)            | FC Barcelona (1.)           | Orlen Wisła Płock (2.)      | IFK Kristianstad (1.)     |
| Aalborg Håndbold (1.)      | MOL-Pick Szeged (2.)        | Celje Pivovarna Laško (1.)  | HC Meszkow Brześć (1.)    |
| Grupy C, D                 |                             |                             |                           |
| CB Ademar León (2.)        | RK Metalurg Skopje (2.)     | Skjern Håndbold (4.)        | Montpellier Handball (3.) |
| Kadetten Schaffhausen (1.) | HK Motor Zaporoże (1.)      | Beşiktaş JK (1.)            | RK Gorenje Velenje (2.)   |
| Elverum Håndball (1.)      | Czechowskije Miedwiedi (1.) | Dinamo Bukareszt (1.)       | Sporting CP               |
| Kwalifikacje               |                             |                             |                           |
| Sporting CP (1.)           | Tatran Preszów (1.)         | Riihimäki Cocks (1.)        | Alpla HC Hard (1.)        |

Uwagi/legenda
- OT Obrońca tytułu
- Drużyny, która otrzymały "dziką kartę"
- Zwycięca turnieju kwalifikacyjnego
- Gospodarz turnieju kwalifikacyjnego
- w nawiasie podano miejsce, na którym dana drużyna ukończyła rozgrywki krajowe

## System rozgrywek
EHF Liga Mistrzów piłkarzy ręcznych w sezonie 2017/2018 składała się z czterech rund: turnieju kwalifikacyjnego do fazy grupowej, fazy grupowej z fazą play-off, fazy pucharowej oraz Final Four.
- Turniej kwalifikacyjny: został rozegrany w dniach 2-3 września 2017.
- Faza grupowa: w fazie grupowej uczestniczyło 28 drużyn, które zostały podzielone na 2 grupy po 8 zespołów (grupy A i B) oraz na dwie grupy po 6 zespołów (C i D). Zmagania rozpoczęły się 13 września 2017 a zakończyły się 4 marca 2018. Najlepsze drużyny z grup A i B awansowały bezpośrednio do ćwierćfinałów, natomiast drużyny z miejsc 2-6 walczyły w barażach o miejsca w ćwierćfinałach. W pozostałych grupach: dwie najlepsze drużyny z grup C i D walczyły w play-offach o awans do baraży do ćwierćfinału.
- Faza pucharowa: składała się z 1/6 oraz 1/4 finału, rozgrywki odbyły się w okresie od 21 marca do 29 kwietnia 2018.
- Final Four: uczestniczyli w nim zwycięzcy ćwierćfinałów. Final Four składał się z półfinałów, meczu o 3. miejsce oraz finału.

## Turniej kwalifikacyjny
Losowanie turnieju kwalifikacyjnego odbyło się 29 czerwca 2016 w Wiedniu, w Austrii. Pierwszym zespołem, który otrzymał prawo organizacji turnieju został Alpla HC Hard, z którego to prawa zrezygnował. W związku z tym gospodarzem turnieju został Tatran Preszów.
|  |                 |                 |               |                   |    |             |             |       |
|  | Półfinały       | Półfinały       | Półfinały     |                   |    | Finał       | Finał       | Finał |
|  | Półfinały       | Półfinały       | Półfinały     |                   |    | Finał       | Finał       | Finał |
|  | 2 września      |                 |               |                   |    |             |             |       |
|  |                 |                 |               |                   |    |             |             |       |
|  | Sporting CP     | Sporting CP     | 31            |                   |    |             |             |       |
|  | Sporting CP     | Sporting CP     | 31            | 3 września        |    |             |             |       |
|  | Riihimäki Cocks | Riihimäki Cocks | 27            |                   |    |             |             |       |
|  | Riihimäki Cocks | Riihimäki Cocks | 27            |                   |    | Sporting CP | Sporting CP | 35    |
|  | 2 września      |                 |               |                   |    | Sporting CP | Sporting CP | 35    |
|  |                 |                 | Alpla HC Hard | Alpla HC Hard     | 34 |             |             |       |
|  | Tatran Preszów  | Tatran Preszów  | Alpla HC Hard | Alpla HC Hard     | 34 | 25          |             |       |
|  | Tatran Preszów  | Tatran Preszów  |               |                   |    |             |             |       |
|  | Alpla HC Hard   | Alpla HC Hard   | 26            |                   |    |             |             |       |
|  | Alpla HC Hard   | Alpla HC Hard   | 26            | Mecz o 3. miejsce |    |             |             |       |
|  |                 |                 |               |                   |    |             |             |       |
|  | 3 września      |                 |               |                   |    |             |             |       |
|  |                 |                 |               |                   |    |             |             |       |
|  | Riihimäki Cocks | Riihimäki Cocks | 27            |                   |    |             |             |       |
|  | Riihimäki Cocks | Riihimäki Cocks | 27            |                   |    |             |             |       |
|  | Tatran Preszów  | Tatran Preszów  | 30            |                   |    |             |             |       |
|  | Tatran Preszów  | Tatran Preszów  | 30            |                   |    |             |             |       |

Awans do fazy grupowej wywalczył zespół: Sporting CP.

## Faza grupowa
W fazie grupowej uczestniczyły 28 drużyny, które zostały podzielone na 2 grupy po 8 zespołów i na 2 grupy po 6 zespołów. W grupach A i B najlepsze drużyny awansowały bezpośrednio do ćwierćfinałów, zaś zespoły z miejsc 2-6 walczyły o awans w barażach do ćwierćfinałów. W grupach C i D po dwa najlepsze zespoły zagrały w kwalifikacjach do baraży do ćwierćfinałów.
Losowanie fazy grupowej odbyło  się 30 czerwca 2017 w Lublanie, w Słowenii. Zespoły były losowane z ośmiu koszyków (grupy A i B) oraz sześciu (C i D). Drużyny z tego samego koszyka, nie mogły trafić do tej samej grupy, z wyjątkiem niemieckich klubów.
| Koszyk 1                            | Koszyk 2                              | Koszyk 3                                | Koszyk 4                                          |
| ----------------------------------- | ------------------------------------- | --------------------------------------- | ------------------------------------------------- |
| MVM Veszprém KC FC Barcelona        | PGE Vive Kielce RK Wardar Skopje      | Paris SG Handball Rhein-Neckar Löwen    | RK Zagrzeb Aalborg Håndbold Bjerringbro-Silkeborg |
| Koszyk 5                            | Koszyk 6                              | Koszyk 7                                | Koszyk 8                                          |
| HC Meszkow Brześć Orlen Wisła Płock | Celje Pivovarna Laško MOL-Pick Szeged | IFK Kristianstad SG Flensburg-Handewitt | HBC Nantes THW Kiel                               |

| Koszyk 1                          | Koszyk 2                                | Koszyk 3                                |
| --------------------------------- | --------------------------------------- | --------------------------------------- |
| CB Ademar León RK Metalurg Skopje | Skjern Håndbold HK Motor Zaporoże       | RK Gorenje Velenje Montpellier Handball |
| Koszyk 4                          | Koszyk 5                                | Koszyk 6                                |
| Kadetten Schaffhausen Beşiktaş JK | Czechowskije Miedwiedi Dinamo Bukareszt | Elverum Håndball Sporting CP            |

### Grupa A
| Lp. | Drużyna            | M  | Mecze | Mecze | Mecze | Bramki | Bramki | Bramki | Pkt |
| Lp. | Drużyna            | M  | W     | R     | P     | +      | −      | +/−    | Pkt |
| --- | ------------------ | -- | ----- | ----- | ----- | ------ | ------ | ------ | --- |
| 1.  | RK Wardar Skopje   | 14 | 9     | 3     | 2     | 390    | 341    | +49    | 21  |
| 2.  | FC Barcelona       | 14 | 9     | 2     | 3     | 408    | 377    | +31    | 20  |
| 3.  | HBC Nantes         | 14 | 9     | 2     | 3     | 402    | 382    | +20    | 20  |
| 4.  | Rhein-Neckar Löwen | 14 | 6     | 5     | 3     | 416    | 391    | +25    | 17  |
| 5.  | MOL-Pick Szeged    | 14 | 6     | 1     | 7     | 421    | 411    | +10    | 13  |
| 6.  | IFK Kristianstad   | 14 | 3     | 2     | 9     | 355    | 415    | −60    | 8   |
| 7.  | Orlen Wisła Płock  | 14 | 2     | 3     | 9     | 380    | 408    | −28    | 7   |
| 7.  | RK Zagrzeb         | 14 | 2     | 2     | 10    | 349    | 396    | −47    | 6   |

### Grupa B
| Lp. | Drużyna                      | M  | Mecze | Mecze | Mecze | Bramki | Bramki | Bramki | Pkt |
| Lp. | Drużyna                      | M  | W     | R     | P     | +      | −      | +/−    | Pkt |
| --- | ---------------------------- | -- | ----- | ----- | ----- | ------ | ------ | ------ | --- |
| 1.  | Paris Saint-Germain Handball | 14 | 11    | 1     | 2     | 424    | 380    | +44    | 23  |
| 2.  | MVM Veszprém KC              | 14 | 8     | 2     | 4     | 407    | 378    | +29    | 18  |
| 3.  | SG Flensburg-Handewitt       | 14 | 7     | 4     | 3     | 410    | 391    | +19    | 18  |
| 4.  | THW Kiel                     | 14 | 7     | 2     | 5     | 366    | 363    | +3     | 16  |
| 5.  | PGE Vive Kielce              | 14 | 6     | 3     | 5     | 418    | 408    | +10    | 15  |
| 6.  | Mieszkow Brześć              | 14 | 4     | 2     | 8     | 374    | 406    | −32    | 10  |
| 7.  | RK Celje                     | 14 | 3     | 1     | 10    | 398    | 434    | −36    | 7   |
| 8.  | Aalborg Håndbold             | 14 | 2     | 1     | 11    | 364    | 405    | −41    | 5   |

### Grupa C
| Lp. | Drużyna               | M  | Mecze | Mecze | Mecze | Bramki | Bramki | Bramki | Pkt |
| Lp. | Drużyna               | M  | W     | R     | P     | +      | −      | +/−    | Pkt |
| --- | --------------------- | -- | ----- | ----- | ----- | ------ | ------ | ------ | --- |
| 1.  | Skjern Håndbold       | 10 | 8     | 0     | 2     | 326    | 252    | +74    | 16  |
| 2.  | CB Ademar León        | 10 | 6     | 0     | 4     | 270    | 270    | 0      | 12  |
| 3.  | RK Gorenje Velenje    | 10 | 6     | 0     | 4     | 271    | 271    | 0      | 12  |
| 4.  | Elverum Håndball      | 10 | 5     | 0     | 5     | 287    | 304    | −17    | 10  |
| 5.  | Kadetten Schaffhausen | 10 | 4     | 0     | 6     | 263    | 274    | −11    | 8   |
| 6.  | Dinamo Bukareszt      | 10 | 1     | 0     | 9     | 278    | 324    | −46    | 2   |

### Grupa D
| Lp. | Drużyna                | M  | Mecze | Mecze | Mecze | Bramki | Bramki | Bramki | Pkt |
| Lp. | Drużyna                | M  | W     | R     | P     | +      | −      | +/−    | Pkt |
| --- | ---------------------- | -- | ----- | ----- | ----- | ------ | ------ | ------ | --- |
| 1.  | Montpellier Handball   | 10 | 8     | 0     | 2     | 309    | 267    | +42    | 16  |
| 2.  | HK Motor Zaporoże      | 10 | 6     | 3     | 1     | 294    | 263    | +31    | 15  |
| 3.  | Beşiktaş JK            | 10 | 5     | 1     | 4     | 293    | 296    | −3     | 11  |
| 4.  | Sporting CP            | 10 | 4     | 0     | 6     | 293    | 297    | −4     | 8   |
| 5.  | RK Metalurg Skopje     | 10 | 2     | 1     | 7     | 262    | 293    | −31    | 5   |
| 6.  | Czechowskije Miedwiedi | 10 | 2     | 1     | 7     | 271    | 306    | −35    | 5   |

### Play-off
Do play-off zakwalifikowały się po dwie najlepsze drużyny z grup C i D, które rozegrały ze sobą dwumecze.
| Drużyna 1                            | Wynik dwumeczu | Drużyna 2            | Pierwszy mecz | Drugi mecz |
| ------------------------------------ | -------------- | -------------------- | ------------- | ---------- |
| CB Ademar León                       | 43:48          | Montpellier Handball | 24:28         | 19:20      |
| HK Motor Zaporoże                    | 58:63          | Skjern Håndbold      | 32:30         | 26:33      |
| Po lewej gospodarz pierwszego meczu. |                |                      |               |            |

Wyniki
| 24 lutego 201818:00 | HK Motor Zaporoże  | 32:30(19:14) | Skjern Håndbold            | Sport Complex Lokomotiv, Charków Widzów: 2700 Sędzia: Dalibor Jurinović Marko Mrvica |
| 24 lutego 201818:00 | Artem Kozakevych 8 | 32:30(19:14) | 7 Kasper Søndergaard Sarup | Sport Complex Lokomotiv, Charków Widzów: 2700 Sędzia: Dalibor Jurinović Marko Mrvica |
| 24 lutego 201818:00 | 3×                 | 32:30(19:14) | 1× · 3×                    | Sport Complex Lokomotiv, Charków Widzów: 2700 Sędzia: Dalibor Jurinović Marko Mrvica |

| 24 lutego 201819:30 | CB Ademar León                | 24:28(12:14) | Montpellier Handball | Palacio de los Deportes, León Widzów: 4000 Sędzia: Robert Schulze Tobias Tönnies |
| 24 lutego 201819:30 | Alejandro Costoya Rodríguez 5 | 24:28(12:14) | 8 Melvyn Richardson  | Palacio de los Deportes, León Widzów: 4000 Sędzia: Robert Schulze Tobias Tönnies |
| 24 lutego 201819:30 | 1× · 4×                       | 24:28(12:14) | 4× · 2×              | Palacio de los Deportes, León Widzów: 4000 Sędzia: Robert Schulze Tobias Tönnies |

| 4 marca 201815:10 | Skjern Håndbold | 33:26(20:15) | HK Motor Zaporoże | Skjern Bank Arena, Skjern Widzów: 2781 Sędzia: Marek Baranowski Bogdan Lemanowicz |
| 4 marca 201815:10 | Bjarte Myrhol 7 | 33:26(20:15) | 7 Zakhar Denysov  | Skjern Bank Arena, Skjern Widzów: 2781 Sędzia: Marek Baranowski Bogdan Lemanowicz |
| 4 marca 201815:10 | 2× · 3×         | 33:26(20:15) | 5× · 3×           | Skjern Bank Arena, Skjern Widzów: 2781 Sędzia: Marek Baranowski Bogdan Lemanowicz |

| 4 marca 201817:00 | Montpellier Handball | 20:19(13:8) | CB Ademar León                                        | Palais des sports René-Bougnol, Montpellier Widzów: 3000 Sędzia: Miljan Vešović Novica Mitrović |
| 4 marca 201817:00 | Vid Kavtičnik 6      | 20:19(13:8) | 5 Diego Piñeiro Martín 5 Acacio Marqués Moreira Filho | Palais des sports René-Bougnol, Montpellier Widzów: 3000 Sędzia: Miljan Vešović Novica Mitrović |
| 4 marca 201817:00 | 4× · 3×              | 20:19(13:8) | 3× · 3×                                               | Palais des sports René-Bougnol, Montpellier Widzów: 3000 Sędzia: Miljan Vešović Novica Mitrović |

## Faza pucharowa
Prawo gry w tzw. 1/6 finału zagwarantuje sobie 12 zespołów (10 z grup A i B oraz zwycięzcy par play-off), które rozegrały dwumecze (u siebie i na wyjeździe). Zwycięzcy spotkań awansowali do ćwierćfinałów, do których bezpośrednio awansowali zwycięzcy grup A i B. W następnej rundzie 1/4 finału zespoły rozegrały ze sobą kolejne dwumecze, a ich zwycięzcy zagrały w Final Four.

### Zakwalifikowane zespoły
| Grupa              | Zakwalifikowani do ćwierćfinałów | Zakwalifikowani do 1/6 finału        | Zakwalifikowani do 1/6 finału        | Zakwalifikowani do 1/6 finału        | Zakwalifikowani do 1/6 finału        | Zakwalifikowani do 1/6 finału        |
| Grupa              | Pierwsze miejsce                 | Drugie miejsce                       | Trzecie miejsce                      | Czwarte miejsce                      | Piąte miejsce                        | Szóste miejsce                       |
| ------------------ | -------------------------------- | ------------------------------------ | ------------------------------------ | ------------------------------------ | ------------------------------------ | ------------------------------------ |
| A                  | RK Wardar Skopje                 | FC Barcelona                         | HBC Nantes                           | Rhein-Neckar Löwen                   | MOL-Pick Szeged                      | IFK Kristianstad                     |
| B                  | Paris SG Handball                | MVM Veszprém KC                      | SG Flensburg-Handewitt               | THW Kiel                             | PGE Vive Kielce                      | HC Meszkow Brześć                    |
| Zwycięzcy play-off |                                  | Montpellier Handball Skjern Håndbold | Montpellier Handball Skjern Håndbold | Montpellier Handball Skjern Håndbold | Montpellier Handball Skjern Håndbold | Montpellier Handball Skjern Håndbold |

### 1/6 finału
| Drużyna 1                            | Wynik dwumeczu | Drużyna 2              | Pierwszy mecz | Drugi mecz |
| ------------------------------------ | -------------- | ---------------------- | ------------- | ---------- |
| Montpellier Handball                 | 56:55          | FC Barcelona           | 28:25         | 28:30      |
| Skjern Håndbold                      | 61:59          | MVM Veszprém KC        | 32:25         | 29:34      |
| HC Meszkow Brześć                    | 52:60          | HBC Nantes             | 24:32         | 28:28      |
| IFK Kristianstad                     | 46:53          | SG Flensburg-Handewitt | 22:26         | 24:27      |
| PGE Vive Kielce                      | 77:47          | Rhein-Neckar Löwen     | 41:17         | 36:30      |
| MOL-Pick Szeged                      | 50:56          | THW Kiel               | 28:27         | 22:29      |
| Po lewej gospodarz pierwszego meczu. |                |                        |               |            |

Wyniki
| 21 marca 201819:00 | THW Kiel      | 29:22(14:14) | SC Pick Szeged  | gospodarz Widzów: 8500 Sędzia: Nenad Nikolić Dušan Stojković |
| 21 marca 201819:00 | Marko Vujin 8 | 29:22(14:14) | 5 Bence Bánhidi | gospodarz Widzów: 8500 Sędzia: Nenad Nikolić Dušan Stojković |
| 21 marca 201819:00 | 4× · 4×       | 29:22(14:14) | 3× · 3×         | gospodarz Widzów: 8500 Sędzia: Nenad Nikolić Dušan Stojković |

| 24 marca 201816:00 | PGE Vive Kielce  | 41:17(21:8) | Rhein-Neckar Löwen | gospodarz Widzów: 4100 Sędzia: Michal Baďura Jaroslav Ondogrecula |
| 24 marca 201816:00 | Michał Jurecki 7 | 41:17(21:8) | 5 Rico Keller      | gospodarz Widzów: 4100 Sędzia: Michal Baďura Jaroslav Ondogrecula |
| 24 marca 201816:00 | 3× · 1×          | 41:17(21:8) | 6× · 2×            | gospodarz Widzów: 4100 Sędzia: Michal Baďura Jaroslav Ondogrecula |

| 24 marca 201818:00 | IFK Kristianstad  | 22:26(12:11) | SG Flensburg-Handewitt | gospodarz Widzów: 5178 Sędzia: Andreu Marín Ignacio García Serradilla |
| 24 marca 201818:00 | Albin Lagergren 6 | 22:26(12:11) | 8 Hampus Wanne         | gospodarz Widzów: 5178 Sędzia: Andreu Marín Ignacio García Serradilla |
| 24 marca 201818:00 | 5× · 2×           | 22:26(12:11) | 6× · 2×                | gospodarz Widzów: 5178 Sędzia: Andreu Marín Ignacio García Serradilla |

| 24 marca 201819:30 | HC Meszkow Brześć | 24:32(14:16) | HBC Nantes                         | gospodarz Widzów: 3740 Sędzia: Kürşad Erdoğan İbrahim Özdeniz |
| 24 marca 201819:30 | Simon Razgor 5    | 24:32(14:16) | 6 Dominik Klein 6 Espen Lie Hansen | gospodarz Widzów: 3740 Sędzia: Kürşad Erdoğan İbrahim Özdeniz |
| 24 marca 201819:30 | 2× · 2×           | 24:32(14:16) | 2× · 3×                            | gospodarz Widzów: 3740 Sędzia: Kürşad Erdoğan İbrahim Özdeniz |

| 25 marca 201816:50 | Skjern Håndbold                                | 32:25(17:13) | MVM Veszprém KC | gospodarz Widzów: 3200 Sędzia: Andrei Gousko Siarhei Repkin |
| 25 marca 201816:50 | Markus Olsson 6 René Toft Brølling Rasmussen 6 | 32:25(17:13) | 6 Gašper Marguč | gospodarz Widzów: 3200 Sędzia: Andrei Gousko Siarhei Repkin |
| 25 marca 201816:50 | 1× · 3×                                        | 32:25(17:13) | 1× · 3×         | gospodarz Widzów: 3200 Sędzia: Andrei Gousko Siarhei Repkin |

| 25 marca 201817:30 | Montpellier Handball   | 28:25(13:13) | FC Barcelona         | gospodarz Widzów: 3200 Sędzia: Sławe Nikołow Ǵorgi Naczewski |
| 25 marca 201817:30 | Jonas Truchanovicius 8 | 28:25(13:13) | 7 Timothey N'Guessan | gospodarz Widzów: 3200 Sędzia: Sławe Nikołow Ǵorgi Naczewski |
| 25 marca 201817:30 | 2× · 3×                | 28:25(13:13) | 3× · 3×              | gospodarz Widzów: 3200 Sędzia: Sławe Nikołow Ǵorgi Naczewski |

| 28 marca 201819:00 | SG Flensburg-Handewitt | 27:24(13:9) | IFK Kristianstad | gospodarz Widzów: 5221 Sędzia: Péter Herczeg Péter Südi |
| 28 marca 201819:00 | Thomas Mogensen 7      | 27:24(13:9) | 7 Mario Lipovac  | gospodarz Widzów: 5221 Sędzia: Péter Herczeg Péter Südi |
| 28 marca 201819:00 | 1× · 3×                | 27:24(13:9) | 2× · 3×          | gospodarz Widzów: 5221 Sędzia: Péter Herczeg Péter Südi |

| 31 marca 201817:30 | MVM Veszprém KC | 34:29(16:13) | Skjern Håndbold | gospodarz Widzów: 5080 Sędzia: Stevann Pichon Laurent Reveret |
| 31 marca 201817:30 | Petar Nenadić 9 | 34:29(16:13) | 7 Anders Eggert | gospodarz Widzów: 5080 Sędzia: Stevann Pichon Laurent Reveret |
| 31 marca 201817:30 | 9× · 3×         | 34:29(16:13) | 4× · 3×         | gospodarz Widzów: 5080 Sędzia: Stevann Pichon Laurent Reveret |

| 31 marca 201818:30 | FC Barcelona                                                    | 30:28(15:14) | Montpellier Handball | gospodarz Widzów: 5114 Sędzia: Lars Geipel Marcus Helbig |
| 31 marca 201818:30 | Valero Rivera Folch 5 Timothey N'Guessan 5 Aleix Gómez Abelló 5 | 30:28(15:14) | 7 Melvyn Richardson  | gospodarz Widzów: 5114 Sędzia: Lars Geipel Marcus Helbig |
| 31 marca 201818:30 | 2× · 3×                                                         | 30:28(15:14) | 4× · 3×              | gospodarz Widzów: 5114 Sędzia: Lars Geipel Marcus Helbig |

| 1 kwietnia 201817:00 | SC Pick Szeged  | 28:27(12:13) | THW Kiel          | gospodarz Widzów: 3200 Sędzia: Martin Gjeding Mads Hansen |
| 1 kwietnia 201817:00 | Jonas Källman 5 | 28:27(12:13) | 9 Patrick Wiencek | gospodarz Widzów: 3200 Sędzia: Martin Gjeding Mads Hansen |
| 1 kwietnia 201817:00 | 5× · 2×         | 28:27(12:13) | 5× · 3×           | gospodarz Widzów: 3200 Sędzia: Martin Gjeding Mads Hansen |

| 1 kwietnia 201817:00 | HBC Nantes        | 28:28(14:17) | HC Meszkow Brześć   | gospodarz Widzów: 4438 Sędzia: Bojan Lah David Sok |
| 1 kwietnia 201817:00 | Nicolas Tournat 6 | 28:28(14:17) | 7 Wiaczasłau Szumak | gospodarz Widzów: 4438 Sędzia: Bojan Lah David Sok |
| 1 kwietnia 201817:00 | 1× · 3×           | 28:28(14:17) | 3× · 2×             | gospodarz Widzów: 4438 Sędzia: Bojan Lah David Sok |

| 1 kwietnia 201819:00 | Rhein-Neckar Löwen | 30:36(18:16) | PGE Vive Kielce                    | SAP Arena, Mannheim Widzów: 4425 Sędzia: Jónas Elíasson Anton Gylfi Pálsson |
| 1 kwietnia 201819:00 | André Schmid 8     | 30:36(18:16) | 5 Michał Jurecki 5 Alex Dujshebaev | SAP Arena, Mannheim Widzów: 4425 Sędzia: Jónas Elíasson Anton Gylfi Pálsson |
| 1 kwietnia 201819:00 | 3× · 3×            | 30:36(18:16) | 4× · 4×                            | SAP Arena, Mannheim Widzów: 4425 Sędzia: Jónas Elíasson Anton Gylfi Pálsson |

### 1/4 finału
| Drużyna 1                            | Wynik dwumeczu | Drużyna 2            | Pierwszy mecz | Drugi mecz |
| ------------------------------------ | -------------- | -------------------- | ------------- | ---------- |
| THW Kiel                             | 56:56          | RK Wardar Skopje     | 28:29         | 28:27      |
| PGE Vive Kielce                      | 50:59          | Paris SG Handball    | 28:34         | 32:35      |
| SG Flensburg-Handewitt               | 45:57          | Montpellier Handball | 28:28         | 17:29      |
| HBC Nantes                           | 60:54          | Skjern Håndbold      | 33:27         | 27:27      |
| Po lewej gospodarz pierwszego meczu. |                |                      |               |            |

W dwumeczu THW Kiel z RK Wardar Skopje wystąpił remis, awans wywalczył zespół, który strzelił więcej bramek na wyjeździe.
| 18 kwietnia 201819:00 | SG Flensburg-Handewitt                                    | 28:28(17:15) | Montpellier Handball | gospodarz Widzów: 4503 Sędzia: Matija Gubica Boris Milošević |
| 18 kwietnia 201819:00 | Lasse Svan Hansen 5 Hampus Wanne 5 Rasmus Lauge Schmidt 5 | 28:28(17:15) | 7 Ludovic Fabregas   | gospodarz Widzów: 4503 Sędzia: Matija Gubica Boris Milošević |
| 18 kwietnia 201819:00 | 1× · 3×                                                   | 28:28(17:15) | 5× · 1×              | gospodarz Widzów: 4503 Sędzia: Matija Gubica Boris Milošević |

| 21 kwietnia 201818:30 | PGE Vive Kielce   | 28:34(10:22) | Paris SG Handball                          | gospodarz Widzów: 4200 Sędzia: Ivan Pavićević Miloš Ražnatović |
| 21 kwietnia 201818:30 | Alex Dujshebaev 7 | 28:34(10:22) | 5 Nedim Remili 5 Luc Abalo 5 Mikkel Hansen | gospodarz Widzów: 4200 Sędzia: Ivan Pavićević Miloš Ražnatović |
| 21 kwietnia 201818:30 | 3× · 3× · 1×      | 28:34(10:22) | 4× · 2×                                    | gospodarz Widzów: 4200 Sędzia: Ivan Pavićević Miloš Ražnatović |

| 22 kwietnia 201817:00 | THW Kiel                                     | 28:29(14:12) | RK Wardar Skopje                                           | gospodarz Widzów: 9500 Sędzia: Stevann Pichon Laurent Reveret |
| 22 kwietnia 201817:00 | Niclas Ekberg 4 Marko Vujin 4 Nikola Bilyk 4 | 28:29(14:12) | 5 Stojancze Stoiłow 5 Rogério Moraes Ferreira 5 Ivan Čupić | gospodarz Widzów: 9500 Sędzia: Stevann Pichon Laurent Reveret |
| 22 kwietnia 201817:00 | 4× · 3×                                      | 28:29(14:12) | 3× · 1×                                                    | gospodarz Widzów: 9500 Sędzia: Stevann Pichon Laurent Reveret |

| 22 kwietnia 201819:00 | HBC Nantes             | 33:27(18:12) | Skjern Håndbold | Salle de la Trocardière, Rezé Widzów: 4600 Sędzia: Arthur Brunner Morad Salah |
| 22 kwietnia 201819:00 | David Balaguer Romeu 8 | 33:27(18:12) | 6 Markus Olsson | Salle de la Trocardière, Rezé Widzów: 4600 Sędzia: Arthur Brunner Morad Salah |
| 22 kwietnia 201819:00 | 3× · 3×                | 33:27(18:12) | 3× · 2×         | Salle de la Trocardière, Rezé Widzów: 4600 Sędzia: Arthur Brunner Morad Salah |

| 28 kwietnia 201817:30 | Paris SG Handball | 35:32(17:15) | PGE Vive Kielce                    | gospodarz Widzów: 3500 Sędzia: Sławe Nikołow Ǵorgi Naczewski |
| 28 kwietnia 201817:30 | Nedim Remili 9    | 35:32(17:15) | 5 Alex Dujshebaev 5 Karol Bielecki | gospodarz Widzów: 3500 Sędzia: Sławe Nikołow Ǵorgi Naczewski |
| 28 kwietnia 201817:30 | 6× · 4×           | 35:32(17:15) | 7× · 4×                            | gospodarz Widzów: 3500 Sędzia: Sławe Nikołow Ǵorgi Naczewski |

| 29 kwietnia 201816:50 | Skjern Håndbold            | 27:27(12:15) | HBC Nantes                  | gospodarz Widzów: 3264 Sędzia: Lars Geipel Marcus Helbig |
| 29 kwietnia 201816:50 | Kasper Søndergaard Sarup 8 | 27:27(12:15) | 6 Eduardo Gurbindo Martínez | gospodarz Widzów: 3264 Sędzia: Lars Geipel Marcus Helbig |
| 29 kwietnia 201816:50 | 4× · 2×                    | 27:27(12:15) | 4× · 4×                     | gospodarz Widzów: 3264 Sędzia: Lars Geipel Marcus Helbig |

| 29 kwietnia 201817:00 | RK Wardar Skopje | 27:28(13:13) | THW Kiel                                         | gospodarz Widzów: 5500 Sędzia: Václav Horáček Jiří Novotný |
| 29 kwietnia 201817:00 | Vuko Borozan 6   | 27:28(13:13) | 5 Patrick Wiencek 5 Niclas Ekberg 5 Miha Zarabec | gospodarz Widzów: 5500 Sędzia: Václav Horáček Jiří Novotný |
| 29 kwietnia 201817:00 | 4× · 3×          | 27:28(13:13) | 5× · 3×                                          | gospodarz Widzów: 5500 Sędzia: Václav Horáček Jiří Novotný |

| 29 kwietnia 201819:00 | Montpellier Handball | 29:17(14:9) | SG Flensburg-Handewitt | gospodarz Widzów: 7500 Sędzia: Zigmārs Sondors Renārs Līcis |
| 29 kwietnia 201819:00 | Melvyn Richardson 9  | 29:17(14:9) | 5 Lasse Svan Hansen    | gospodarz Widzów: 7500 Sędzia: Zigmārs Sondors Renārs Līcis |
| 29 kwietnia 201819:00 | 2× · 3×              | 29:17(14:9) | 5× · 2×                | gospodarz Widzów: 7500 Sędzia: Zigmārs Sondors Renārs Līcis |

### Final Four
W fazie Final Four wzięły udział cztery najlepsze zespoły, które zwyciężyły w meczach ćwierćfinałowych. Final Four składał się z półfinałów, meczu o 3. miejsce oraz finału. Wszystkie mecze odbyły się w Kolonii w hali Lanxess Arena.
Losowanie odbyło się 2 maja 2018 o godz. 12:00.
|  |                      |                      |                      |                      |    |            |            |       |
|  | Półfinały            | Półfinały            | Półfinały            |                      |    | Finał      | Finał      | Finał |
|  | Półfinały            | Półfinały            | Półfinały            |                      |    | Finał      | Finał      | Finał |
|  | 26 maja              |                      |                      |                      |    |            |            |       |
|  |                      |                      |                      |                      |    |            |            |       |
|  | HBC Nantes           | HBC Nantes           | 32                   |                      |    |            |            |       |
|  | HBC Nantes           | HBC Nantes           | 32                   | 27 maja              |    |            |            |       |
|  | Paris SG Handball    | Paris SG Handball    | 28                   |                      |    |            |            |       |
|  | Paris SG Handball    | Paris SG Handball    | 28                   |                      |    | HBC Nantes | HBC Nantes | 27    |
|  | 26 maja              |                      |                      |                      |    | HBC Nantes | HBC Nantes | 27    |
|  |                      |                      | Montpellier Handball | Montpellier Handball | 32 |            |            |       |
|  | RK Wardar Skopje     | RK Wardar Skopje     | Montpellier Handball | Montpellier Handball | 32 | 27         |            |       |
|  | RK Wardar Skopje     | RK Wardar Skopje     |                      |                      |    |            |            |       |
|  | Montpellier Handball | Montpellier Handball | 28                   |                      |    |            |            |       |
|  | Montpellier Handball | Montpellier Handball | 28                   | Mecz o 3. miejsce    |    |            |            |       |
|  |                      |                      |                      |                      |    |            |            |       |
|  | 27 maja              |                      |                      |                      |    |            |            |       |
|  |                      |                      |                      |                      |    |            |            |       |
|  | Paris SG Handball    | Paris SG Handball    | 29                   |                      |    |            |            |       |
|  | Paris SG Handball    | Paris SG Handball    | 29                   |                      |    |            |            |       |
|  | RK Wardar Skopje     | RK Wardar Skopje     | 28                   |                      |    |            |            |       |
|  | RK Wardar Skopje     | RK Wardar Skopje     | 28                   |                      |    |            |            |       |

Półfinały
| 26 maja 201815:15 | HBC Nantes                          | 32:28(17:14) | Paris SG Handball | Lanxess Arena, Kolonia Widzów: 19250 Sędzia: Martin Gjeding Mads Hansen |
| 26 maja 201815:15 | Dragan Pechmalbec 8 Kirił Łazarow 8 | 32:28(17:14) | 6 Nedim Remili    | Lanxess Arena, Kolonia Widzów: 19250 Sędzia: Martin Gjeding Mads Hansen |
| 26 maja 201815:15 | 5× · 1×                             | 32:28(17:14) | 4× · 2×           | Lanxess Arena, Kolonia Widzów: 19250 Sędzia: Martin Gjeding Mads Hansen |

| 26 maja 201818:00 | RK Wardar Skopje              | 27:28(11:14) | Montpellier Handball | Lanxess Arena, Kolonia Widzów: 19250 Sędzia: Jónas Elíasson Anton Gylfi Pálsson |
| 26 maja 201818:00 | Luka Cindrić 6 Vuko Borozan 6 | 27:28(11:14) | 8 Valentin Porte     | Lanxess Arena, Kolonia Widzów: 19250 Sędzia: Jónas Elíasson Anton Gylfi Pálsson |
| 26 maja 201818:00 | 2× · 4×                       | 27:28(11:14) | 4× · 3×              | Lanxess Arena, Kolonia Widzów: 19250 Sędzia: Jónas Elíasson Anton Gylfi Pálsson |

Mecz o 3. miejsce
| 27 maja 201815:15 | Paris SG Handball | 29:28(14:15) | RK Wardar Skopje | Lanxess Arena, Kolonia Widzów: 19257 Sędzia: Bojan Lah David Sok |
| 27 maja 201815:15 | Nedim Remili 9    | 29:28(14:15) | 7 Luka Cindrić   | Lanxess Arena, Kolonia Widzów: 19257 Sędzia: Bojan Lah David Sok |
| 27 maja 201815:15 | 5× · 3×           | 29:28(14:15) | 4× · 2× · 1×     | Lanxess Arena, Kolonia Widzów: 19257 Sędzia: Bojan Lah David Sok |

Finał
| 27 maja 201818:00 | HBC Nantes      | 27:32(13:16) | Montpellier Handball               | Lanxess Arena, Kolonia Widzów: 19250 Sędzia: Óscar Raluy López Ángel Sabroso Ramírez |
| 27 maja 201818:00 | Kirił Łazarow 6 | 27:32(13:16) | 6 Diego Simonet 6 Ludovic Fabregas | Lanxess Arena, Kolonia Widzów: 19250 Sędzia: Óscar Raluy López Ángel Sabroso Ramírez |
| 27 maja 201818:00 | 2× · 2×         | 27:32(13:16) | 3× · 1×                            | Lanxess Arena, Kolonia Widzów: 19250 Sędzia: Óscar Raluy López Ángel Sabroso Ramírez |

### Drużyna Gwiazd
Skład najlepszych zawodników został ogłoszony przez EHF przed rozpoczęciem Final Four.
| Pozycja                         | Zawodnik         | Klub                 |
| ------------------------------- | ---------------- | -------------------- |
| Najlepszy bramkarz              | Arpad Šterbik    | RK Wardar Skopje     |
| Najlepszy prawoskrzydłowy       | David Balaguer   | HBC Nantes           |
| Najlepszy prawy rozgrywający    | Dika Mem         | FC Barcelona         |
| Najlepszy środkowy rozgrywający | Nikola Karabatić | Paris SG Handball    |
| Najlepszy lewy rozgrywający     | Sander Sagosen   | Paris SG Handball    |
| Najlepszy lewoskrzydłowy        | Uwe Gensheimer   | Paris SG Handball    |
| Najlepszy obrotowy              | Bjarte Myrhol    | Skjern Håndbold      |
| Najlepszy obrońca               | Luka Karabatić   | Paris SG Handball    |
| Najlepszy młody gracz           | Romain Lagarde   | HBC Nantes           |
| Najlepszy trener                | Patrice Canayer  | Montpellier Handball |

## Najlepsi strzelcy
Nie uwzględniono goli z kwalifikacji.
| Pozycja | Zawodnik         | Zespół             | Liczba bramek |
| ------- | ---------------- | ------------------ | ------------- |
| 1.      | Uwe Gensheimer   | Paris SG Handball  | 92            |
| 1.      | Markus Olsson    | Skjern Håndbold    | 88            |
| 3.      | André Schmid     | Rhein-Neckar Löwen | 83            |
| 4.      | Nedim Remili     | Paris SG Handball  | 80            |
| 5.      | Alex Dujshebaev  | PGE Vive Kielce    | 79            |
| 6.      | Nicolas Tournat  | HBC Nantes         | 76            |
| 7.      | Eduardo Gurbindo | HBC Nantes         | 76            |
| 8.      | Máté Lékai       | MVM Veszprém KC    | 75            |
| 9.      | Vuko Borozan     | RK Wardar Skopje   | 74            |
| 9.      | Michał Jurecki   | PGE Vive Kielce    | 74            |

Źródło: Top Scorer 2017/18

## Widownia i frekwencja

### Widownia i frekwencja po fazie grupowej
| Poz  | Drużyna                       | Średnia frekwencja |
| ---- | ----------------------------- | ------------------ |
| 1.   | THW Kiel                      | 9,497              |
| 2.   | RK Zagrzeb                    | 6,663              |
| 3.   | RK Wardar Skopje              | 5,121              |
| 4.   | MVM Veszprém KC               | 5,025              |
| 5.   | HBC Nantes                    | 4,999              |
| 6.   | SG Flensburg-Handewitt        | 4,836              |
| 7.   | Orlen Wisła Płock             | 4,320              |
| 8.   | IFK Kristianstad              | 4,267              |
| 9.   | PGE Vive Kielce               | 4,082              |
| 10.  | Aalborg Håndbold              | 3,816              |
| 11.  | Celje Pivovarna Laško         | 3,729              |
| 12.. | FC Barcelona                  | 3,413              |
| 13.  | HC Meszkow Brześć             | 3,227              |
| 14.  | MOL-Pick Szeged               | 3,185              |
| 15.  | CB Ademar León                | 3,000              |
| 16.  | Rhein-Neckar Löwen            | 2,988              |
| 17.  | Montpellier Handball          | 2,925              |
| 18.  | Paris SG Handball             | 2,825              |
| 19.  | Skjern Håndbold               | 2,600              |
| 20.  | HK Motor Zaporoże             | 2,483              |
| 21.  | RK Metalurg Skopje            | 2,364              |
| 22.  | Elverum Håndball              | 2,100              |
| 23.  | Kadetten Schaffhausen         | 1,310              |
| 24.  | Dinamo Bukareszt              | 1,240              |
| 25.  | RK Gorenje Velenje            | 1,164              |
| 26.  | Czechowskije Miedwiedi        | 1,164              |
| 27.  | Beşiktaş JK                   | 1,108              |
| 28.  | Sporting CP                   | 1,008              |
|      | Średnia frekwencja całej ligi | 3,564              |

Źródło: http://www.handball-world.news/o.red.r/news-2-1-3-102513.html

## Niebieskie kartki
Następujący zawodnicy otrzymali od sędziów najpierw czerwone a później niebieskie kartki za faule lub niesportowe zachowanie bez zawieszenia zawodnika na co najmniej jeden mecz:
- Timuzsin Schuch w meczu fazy grupowej: PGE Vive Kielce - MVM Veszprém KC
- Matic Suholeznik w meczu fazy grupowej: SG Flensburg-Handewitt - Celje Pivovarna Laško